# Gail (Vorname)
Gail ist ein weiblicher (selten auch männlicher) Vorname.

## Herkunft und Bedeutung
Der weibliche Vorname Gail ist eine englische Kurzform des Vornamens Abigail.

## Varianten
Gale, Gayl, Gayla, Gayle

## Namensträgerinnen
- Gail Anderson-Dargatz (* 1963), kanadische Schriftstellerin
- Gail Berman (* 1956), US-amerikanische Fernsehproduzentin
- Gail Boudreaux (* 1960), US-amerikanische Managerin
- Gail Bowen (* 1942), kanadische Schriftstellerin, Hochschullehrerin und Dramatikerin
- Gail Brand (* 1971), britische Jazz-Posaunistin
- Gail Castro (* 1957), US-amerikanische Volleyball- und Beachvolleyballspielerin
- Gail Davies (* 1948), US-amerikanische Country-Sängerin und Songwriterin
- Gail Devers (* 1966), US-amerikanische Leichtathletin
- Gail Dines (* 1958), britische Professorin, Autorin und Aktivistin der Anti-Pornobewegung
- Gail Dobson (* ≈1950), US-amerikanische Jazzsängerin
- Gail Ann Dorsey (* 1962), US-amerikanische Musikerin (Sängerin, E-Bass, Gitarre, Klarinette, Schlagzeug und Keyboard)
- Gail Emms (* 1977), britische Badmintonspielerin
- Gail Fisher (1935–2000), US-amerikanische Schauspielerin
- Gail Force (* 1966), US-amerikanische Pornodarstellerin und Regisseurin
- Gail Gilmore (* 1950), US-amerikanische Opern-, Jazz- und Gospelsängerin
- Gail Greenough (* 1960), kanadische Springreiterin
- Gail G. Hanson (* 1947), US-amerikanische experimentelle Teilchenphysikerin
- Gail Jefferson (1938–2008), US-amerikanische Linguistin
- Gail Kelly (* 1956), australische Bankmanagerin
- Gail Kim (* 1977), kanadische Wrestlerin, Model und Schauspielerin
- Gail Lerner (* 1970), US-amerikanische Filmregisseurin, Drehbuchautorin und Filmproduzentin
- Gail Z. Martin (* 1962), US-amerikanische Fantasyautorin
- Gail Neall (* 1955), australische Schwimmerin
- Gail O’Grady (* 1963), US-amerikanische Schauspielerin
- Gail Patrick (1911–1980), US-amerikanische Filmschauspielerin
- Gail Ramsey (* 1948), US-amerikanische Schauspielerin
- Gail Robinson (1946–2008), US-amerikanische Opernsängerin
- Gail Russell (1924–1961), US-amerikanische Filmschauspielerin
- Gail Schoettler (* 1943), US-amerikanische Politikerin
- Gail Sherriff (* 1945/1946), französische Tennisspielerin
- Gail Simone (* 1974), US-amerikanische Comic-Autorin
- Gail Strickland (* 1947), US-amerikanische Schauspielerin
- Gail Thompson (* 1958), britische Flötistin, Saxophonistin, Komponistin
- Gail Tremblay (1945–2023), US-amerikanische Autorin
- Gail Zappa (1945–2015), US-amerikanische Unternehmerin und Witwe Frank Zappas

## Namensträger
- Gail Goodrich (* 1943), US-amerikanischer Basketballspieler
- Gail Halvorsen (1920–2022), US-amerikanischer Pilot der Berliner Luftbrücke
- Gail Kopplin (1939–2021), Senator in Nebraska
- Gail Kubik (1914–1984), US-amerikanischer Komponist, Geiger und Musikpädagoge